# District d'Untertoggenburg
Le district d'Untertogenburg était l'un des quatorze districts du canton de Saint-Gall.

## Communes
- Degersheim
- Flawil
- Ganterschwil
- Jonschwil
- Mogelsberg
- Oberuzwil
- Uzwil